# Jerald y Sandra Tanner
Jerald Dee Tanner (Provo, Utah; 1 de junio de 1938-Salt Lake City, Utah; 1 de octubre de 2006) fue un escritor e investigador estadounidense. Junto con su esposa Sandra McGee Tanner (14 de enero de 1941) fue conocido por publicar material de archivo y evidencia sobre la historia de La Iglesia de Jesucristo de los Santos de los Últimos Días. Los Tanner son ex mormones y fundaron el Utah Lighthouse Ministry, cuya misión declarada es «documentar problemas con las afirmaciones del mormonismo y comparar las doctrinas SUD con el cristianismo». Sandra Tanner continúa trabajando en solitario después del deceso de su marido.
Los Tanner imprimieron versiones originales de los primeros escritos y escrituras mormones en los que anotaron y destacaron cambios doctrinales, como el rechazo de la teoría de Adán-Dios de Brigham Young. Publicaron conjuntamente más de cuarenta libros sobre muchos aspectos de la iglesia, principalmente de su historia.

## Biografías
Jerald Tanner nació en Provo, Utah, y fue un mormón de quinta generación. Estudió en la Universidad de Utah y recibió un título del Instituto Técnico de Comercio de Salt Lake. Su tatarabuelo, John Tanner, hizo grandes donaciones a Joseph Smith, el fundador del Movimiento de los Santos de los Últimos Días (también conocido como mormonismo), cuando la incipiente iglesia estaba profundamente endeudada.
Al igual que su esposo, Sandra es una mormona de quinta generación. Ella es una tataranieta de Brigham Young, el segundo presidente de la iglesia SUD. Ambas familias tenían vínculos de larga data con la comunidad mormona.
Poco después de su presentación, Jerald y Sandra comenzaron a investigar conjuntamente el tema del mormonismo. Cada uno había sido criado en la fe SUD, pero descubrieron que cada uno comenzó a cuestionar a la iglesia desde su adolescencia.
Jerald y Sandra Tanner se casaron en Mission Hills, California, el 14 de junio de 1959. Al año siguiente, ambos renunciaron a la iglesia SUD. En 1964, comenzaron un acercamiento a los mormones en su casa en Salt Lake City, que se convirtió en el Ministerio del Faro de Utah. Tenían dos hijas y un hijo juntos. Después de cuarenta y siete años de matrimonio, Jerald Tanner murió en Salt Lake City el 1 de octubre de 2006, como resultado de complicaciones derivadas de la enfermedad de Alzheimer. Se había retirado unos meses antes de su muerte.

## Publicaciones

### Documentos egipcios de Joseph Smith
Los Tanner se han especializado en publicar documentos originales que de otra forma serían inaccesibles para el público en general. Por ejemplo, en 1966, fueron los primeros en publicar Joseph Smith's Egyptian Alphabet and Grammar (Gramática y alfabeto egipcio de Joseph Smith). Antes de su publicación, pocos seguidores SUD conocían estos documentos. Al año siguiente, la publicación de los Tanners provocó discusiones y debates sobre el contenido de los documentos, los que han continuado durante décadas.
Joseph Smith dijo que, además de traducir las planchas de oro, tradujo los papiros del Libro de Abraham. Se pensó que estos materiales se habían perdido en el Gran Incendio de Chicago. Sin embargo, en 1966 los estudiosos encontraron diez fragmentos de los papiros en los archivos del Museo Metropolitano de Arte de Nueva York. Posteriormente, se ubicó un fragmento adicional en la Oficina del Historiador de la Iglesia SUD. Egiptólogos mormones y no mormones concuerdan en que el Libro de Abraham, tal como lo publicó Joseph Smith, no es una traducción de estos papiros, y que los papiros no fueron escritos por el Abraham bíblico.
Por el contrario, se ha determinado que los papiros son partes de un texto funerario egipcio llamado Permiso de respiración de Horus, el cual data aproximadamente del siglo I a. C. La iglesia SUD discute la posición de los Tanner en un artículo de la revista Ensign, «... algunas personas han concluido que este Permiso de Respiración debe ser el texto que Joseph Smith usó en su traducción del Libro de Abraham. Sin embargo, hay algunos problemas serios asociados con esta suposición. En primer lugar, por consideraciones paleográficas e históricas, el papiro del Permiso de Respiración puede fecharse de manera confiable alrededor del año 60 d. C., demasiado tarde para que Abraham lo haya escrito. Por supuesto, podría ser una copia o un copia de una copia del original escrito por Abraham. Sin embargo, surge un segundo problema cuando uno compara el texto del libro de Abraham con una traducción del  Permiso de Respiración; claramente no son lo mismo...»
Los Tanner sostienen que el Libro de Abraham es una obra del siglo XIX escrita exclusivamente por Joseph Smith.

### Otros documentos y libros
Los Tanner también han publicado reproducciones fotomecánicas de textos, como conjuntos completos de publicaciones periódicas de los primeros SUD, tales como el Messenger and Advocate, Times and Seasons y Millennial Star. También es notable una reproducción de la edición de 1825 de View of the Hebrews (La visión de los hebreos) de Ethan Smith. Su versión contiene las notas de margen hechas por Brigham Henry Roberts, quien comparó este texto con el Libro de Mormón a pedido de un líder SUD. Inicialmente, su informe se mantuvo en secreto, pero gradualmente se distribuyó dentro de los círculos mormones y se publicó póstumamente como parte del Estudio del Libro de Mormón (también conocido como Estudios del Libro de Mormón) y Un paralelo. Una vez más, la iglesia SUD no comparte la visión de los Tanner, declarando que las opiniones hechas por un miembro individual no representan la posición oficial de la iglesia, particularmente cuando la fuente de tales declaraciones son notas escritas a mano en el margen de un libro y nadie puede corroborar quién escribió dichas notas.
Los Tanner han publicado listas compiladas de cambios en el texto del Libro de Mormón y otros textos utilizados por la iglesia SUD. Argumentan que las alteraciones son sustanciales y que las inconsistencias en los textos son evidencia contra las afirmaciones SUD de su inspiración divina. Esto se debe a la interpretación de los Tanner acerca de la afirmación de Joseph Smith de que el Libro de Mormón era «el libro más correcto sobre la faz de la tierra... y un hombre se acercaría a Dios al acatar sus preceptos, que cualquier otro libro».
La publicación más conocida de los Tanner es Mormonism: Shadow or Reality?, originalmente publicada en 1963 como Mormonism: A Study of Mormon History and Doctrine, y reimpresa cinco veces desde entonces. Dean M. Helland, de la Universidad Oral Roberts, lo describe como «el peso pesado de todos los libros sobre el mormonismo». Los Tanner cuestionan el carácter y la integridad de los testigos del Libro de Mormón; discuten los diferentes relatos que Joseph Smith dio de la Primera Visión. Su libro incluye copias de documentos SUD originales.

## Desafíos legales
En 1999, La Iglesia de Jesucristo de los Santos de los Últimos Días demandó a los Tanner por enlaces de Internet desde su sitio web al Manual de instrucciones de la iglesia protegido por derechos de autor. La demanda se resolvió fuera de los tribunales antes de que un tribunal de apelaciones pudiera decidir sobre lo que los observadores describieron como un caso potencialmente histórico en relación con los enlaces a Internet.

## Crítica
Lawrence Foster, un historiador no mormón de la historia mormona, ha ofrecido una evaluación mixta de los Tanner y de su trabajo. En el lado negativo, Foster ha escrito que, hasta que los Tanner «estén preparados para cumplir con los estándares aceptados de comportamiento académico y cortesía común, pueden esperar poca simpatía de los historiadores serios». Los criticó por «una postura más santa que tú, negándose a ser justos al aplicar el mismo estándar de debate de rectitud absoluta que exigen del mormonismo a sus propias acciones, escritos y creencias... Parece que los Tanner están jugando un hábil juego de la cáscara en el que las premisas para el juicio se desplazan convenientemente de modo que la conclusión es siempre la misma negativa».
En una nota más positiva, Foster dice que algunas de las «investigaciones y análisis de los Tanner... le darían crédito a cualquier historiador profesional».
D. Michael Quinn, historiador y exmiembro de la iglesia SUD, está en desacuerdo con el trabajo de los Tanner. Señaló que «aunque el investigador más concienzudo y honesto puede pasar por alto las fuentes de información pertinentes, las repetidas omisiones de evidencia por parte de los Tanner sugieren evitar intencionalmente las fuentes que modifican o refutan su interpretación cáustica de la historia mormona».

## Desafíos al «antimormonismo»
En ocasiones, los Tanner han desafiado públicamente a los críticos del mormonismo y han recibido elogios de algunos eruditos SUD. Por ejemplo, el historiador Daniel C. Peterson, presidente de la Fundación para la Investigación de la Antigüedad y Estudios Mormones (FARMS) en la Universidad Brigham Young, sugirió que la disposición de los Tanner para desacreditar documentos falsos, independientemente de su contenido, era un signo de integridad:

Hay algunos antimormones que desprecio. Son demagógicos. Extienden el odio, la lucha y la falta de armonía. No veo a los Tanner de esa manera.

Los Tanner estuvieron entre los primeros críticos públicos del falsificador y posterior asesino Mark Hofmann. Los «descubrimientos» de Hofmann de importantes documentos mormones parecían reforzar los argumentos de los Tanner, pero a principios de 1984, Jerald Tanner había concluido que había dudas significativas sobre la autenticidad de la Carta Salamandra. Incluso llegó a publicar un ataque contra la Carta Salamandra, sorprendiendo a muchos eruditos, historiadores y estudiantes. A fines de 1984, cuestionó la autenticidad de la mayoría, si no todos, los «descubrimientos» de Hofmann, en gran parte por su procedencia indocumentada. Finalmente fue reivindicado cuando los «descubrimientos» de Hofmann fueron expuestos como falsificaciones.
Los Tanner han desmentido lo que caracterizan como tergiversaciones de la iglesia SUD por Ed Decker, un evangelista cristiano. Criticaron su película The God Makers II, a pesar de su participación en su película anterior, The God Makers.

## Listado de obras
- Mormonism: Shadow or Reality? (Mormonismo: ¿sombra o realidad?), incluye reproducciones de los primeros documentos mormones acompañados de comentarios.[8]

- The Changing World of Mormonism (El mundo cambiante del mormonismo (enlace roto disponible en Internet Archive; véase el historial, la primera versión y la última)., disponible en formato pdf), una versión condensada y revisada de Mormonism: Shadow or Reality?.
- The Case Against Mormonism (El caso contra el mormonismo), Vols. 1-3.
- The Mormon Kingdom (El Reino Mormón), Vols. 1-2.
- Evolution of the Mormon Temple Ceremony: 1842-1990 (Evolución de la Ceremonia del Templo Mormón: 1842-1990), incluye el texto completo de los cambios de 1990 a la ceremonia del templo, y examina muchos otros cambios realizados a la ceremonia a lo largo de los años.